# 杰夫·尼科尔斯
杰夫·尼科尔斯（英語：Jeff Nichols，1978年12月7日—），美国电影男导演和编剧。执导的作品有《猎枪故事》（2007年）、《寻求庇护》（2011年）、《密西西比河上的玛德》（2012年）和《通天眼》（2016年），这些作品都获得了很好的口碑，并且都有麥可·夏儂参与演出。

## 生平
尼科尔斯生于小石城，毕业于北卡罗来纳大学艺术学院电影制作专业。他的兄弟是摇滚乐队Lucero主唱Ben Nichols。

## 事业
尼科尔斯的2011年作品《尋求庇護》获得第64屆坎城影展國際影評人週大獎，以及法国作家及作曲家工会奖最佳影片；2012年作品《泥土》入围第65屆坎城影展正式竞赛单元。2012年他还担任第七届罗马电影节评审团主席。
尼科尔斯曾表示，他本人受美国著名作家马克·吐温的影响。
2013年，他開始筹备科幻片《通天眼》，灵感来源于約翰·卡本特的1984年电影《外星戀》。《通天眼》與《愛侶》皆於2016年上映，並都贏得了好評。

## 电影作品
| 年份 | 片名                     | 导演 | 监制 | 编剧 | 附註                                                |
| ---- | ------------------------ | ---- | ---- | ---- | --------------------------------------------------- |
| 2007 | 猎枪故事 Shotgun Stories | 是   | 是   | 是   | （第57屆柏林影展論壇單元）                          |
| 2011 | 寻求庇护 Take Shelter    | 是   | 否   | 是   | （第64屆坎城影展國際影評人週單元） 國際影評人週大獎 |
| 2012 | 密西西比河上的玛德 Mud   | 是   | 否   | 是   | （第65屆坎城影展正式競賽單元）                      |
| 2016 | 通天眼 Midnight Special  | 是   | 否   | 是   | （第66屆柏林影展正式競賽單元）                      |
| 2016 | 愛侶 Loving              | 是   | 否   | 是   | （第69屆坎城影展正式競賽單元）                      |
| 2023 | 不羈騎士 The Bikeriders  | 是   | 否   | 是   |                                                     |

## 獲獎紀錄
| 年份 | 獎項                                                  | 電影     | 結果 |
| ---- | ----------------------------------------------------- | -------- | ---- |
| 2011 | 第64届戛纳国际电影节影评人周单元大奖                  | 尋求庇護 | 獲獎 |
| 2011 | 第64届戛纳国际电影节法国作家及作曲家工会奖-最佳影片奖 | 尋求庇護 | 獲獎 |
| 2011 | 第64届戛纳国际电影节费比西奖-导演双周或影评人周单元   | 尋求庇護 | 獲獎 |
| 2011 | 第27届圣丹斯电影节评审团大奖-剧情片                   | 尋求庇護 | 提名 |
| 2012 | 第65届戛纳国际电影节主竞赛单元-金棕榈奖               | 汙泥     | 提名 |
| 2012 | 第38届土星奖最佳编剧奖                                | 尋求庇護 | 獲獎 |
| 2016 | 第69届戛纳国际电影节主竞赛单元-金棕榈奖               | 愛戀     | 提名 |
| 2016 | 第66届柏林国际电影节主竞赛单元-金熊奖                 | 午夜逃亡 | 提名 |
| 2016 | 第32届独立精神奖最佳导演奖                            | 愛戀     | 提名 |